# Каган, Джанет
Джанет Мегсон (англ. Janet Megson), известная более как Джанет Каган (англ. Janet Kagan; 18 апреля 1946 — 29 февраля 2008) — американская писательница, автор двух научно-фантастических романов и одного сборника, нескольких рассказов в жанрах НФ и фэнтези. Лауреат премии «Хьюго» в 1993 году (за лучшую короткую повесть).

## Биография
Джанет Мегсон родилась 18 апреля 1946 года. Дебютным произведением Каган стал роман по мотивам киносериала «Звёздный путь» — «Песнь Ухуры», изданный в январе 1985 года и ставший весьма популярным среди поклонников серии. Затем последовал самостоятельный роман «Адский парк» (1988 год), после чего Джанет переключилась на рассказы и повести, лучшие из которых составили изданный в 1991 году авторский сборник «Мирабиль». В сборник были включены так называемые истории мамы Джейсона (англ. Mama Jason stories), действие которых происходит на планете Мирабиль (англ. Mirabile). В их числе короткая повесть «Возвращение кенгуру Рекса», о колонии загодочных существ, вопрос уничтожения которых решается ради спасения экологического баланса планеты.
Повесть «Революция щелкунчиков», ставшая лауреатом Хьюго в 1993 году, рассказывает о планете, населённой аборигенами (празами) и их отношениях с людьми, на фоне которых разворачивается война с тираном, стоящим у власти. Рассказы Джанет Каган неоднократно становились лучшими произведениями года, согласно мнениям читателей журналов «Isaac Asimov's Science Fiction Magazine» и «Analog». Каган так же выступала в роли литературного критика, рецензировала научную фантастику в журнале «The New York Review of Science Fiction». С мужем Эриком (англ. Eric Kagan) она проживала в Линкольн-Парке, штат Нью-Джерси. Джанет Каган после длительной болезни (у Джанет была хроническая обструктивная болезнь лёгких) умерла 29 февраля 2008 года.

## Номинации и награды
- Номинант премии «Локус» 1989 года за лучший научно-фантастический роман («Адский парк»)[14].
- Номинант премии «Локус» 1990 года за лучшую короткую повесть («The Loch Moose Monster»)[15].
- Номинант («Возвращение кенгуру Рекса») и лауреат («The Loch Moose Monster») читательской премии журнала «Isaac Asimov's Science Fiction Magazine» (Asimov's Readers' Awards) 1990 года за лучшую короткую повесть[16].
- Номинант («The Flowering Inferno») и лауреат («Getting the Bugs Out») премии «Asimov's Readers' Awards» 1991 года за лучшую короткую повесть[16].
- Номинант премии «Локус» 1992 года за лучший авторский сборник («Мирабиль»)[14].
- Номинант премии «Asimov's Readers' Awards» 1992 года за лучшую повесть («Frankenswine» и «Raising Cane»)[16].
- Лауреат премии «Хьюго» 1993 года за лучшую короткую повесть («Революция Щелкунчиков»)[17].
- Номинант премии «Asimov's Readers' Awards» 1993 года за лучшую короткую повесть («Революция Щелкунчиков»)[16].
- Номинант премии «Небьюла» 1994 года за лучшую короткую повесть («Революция Щелкунчиков»)[18].
- Номинант премии «Локус» 1999 года за лучший рассказ («The Stubbornest Broad on Earth»)[19].
- Номинант премии «Asimov's Readers' Awards» 1999 года за лучший рассказ («The Stubbornest Broad on Earth»)[16].